# President del Tribunal Suprem d'Espanya
El President del Tribunal Suprem i, alhora, President del Consell General del Poder Judicial, és la primera autoritat judicial d'Espanya i ostenta la representació del Poder Judicial i de l'òrgan de govern del mateix, corresponent-li el tractament i els honors inherents a tal condició.
L'actual titular d'aquest càrrec, des de 2024, és María Isabel Perelló Doménech.

## Funcions
Segons disposa l'article 598 de la Llei Orgànica del Poder Judicial, al President li correspon:
- Ostentar la representació del Consell General del Poder Judicial.
- Convocar i presidir les sessions del Ple i de la Comissió Permanent, decidint els empats amb vot de qualitat.
- Fixar l'ordre del dia de les sessions del Ple i de la Comissió Permanent.
- Proposar al Ple i a la Comissió Permanent les qüestions que estimi oportunes en matèria de la competència d'aquests.
- Proposar el nomenament de ponències per preparar la resolució o despatx d'un assumpte.
- Autoritzar amb la seva signatura els acords del Ple i de la Comissió Permanent.
- Exercir la direcció superior de les activitats dels òrgans tècnics del Consell General del Poder Judicial.
- Dirigir la comunicació institucional.
- Realitzar la proposta del Magistrat, de les Sales Segona o Tercera del Tribunal Suprem, competent per conèixer de l'autorització de les activitats del Centre Nacional d'Intel·ligència que afectin als drets fonamentals reconeguts en l'article 18.2 i 3 de la Constitució, així com del Magistrat d'aquestes Sales del Tribunal Suprem que li substitueixi en cas de vacant, absència o impossibilitat.
- Nomenar i cessar al Director del Gabinet de la Presidència i al Director de l'Oficina de Comunicació, així com al personal eventual al servei del President.
- Proposar al Ple el nomenament del Vicepresident del Tribunal Suprem, del Secretari General i del Sotssecretari General, així com, en els dos últims casos, acordar el seu cessament.
- Podrà encarregar comeses a vocals concrets o a grups de treball sempre que aquest encàrrec no tingui caràcter permanent ni indefinit.

D'acord amb l'article 589, també li correspon:
- Proposar a un Vicepresident del Tribunal Suprem.

### Dependències
Del President del Tribunal Suprem depèn un Gabinet de la Presidència, encapçalada per un Director de Gabinet que auxiliarà al President en les seves funcions, exercirà aquelles altres que li encomani el President i dirigirà els Serveis de Secretaria de Presidència, tant del Tribunal Suprem com del Consell General del Poder Judicial.

## Elecció
D'acord amb el que es disposa en l'article 586, de la Llei Orgànica del Poder Judicial, per poder ser triat President del Tribunal Suprem i del Consell General del Poder Judicial a Espanya:
| « | «Será necesario ser miembro de la carrera judicial con la categoría de Magistrado del Tribunal Supremo y reunir las condiciones exigidas para ser Presidente de Sala del mismo, o bien ser un jurista de reconocida competencia con más de veinticinco años de antigüedad en el ejercicio de su profesión.» | » |

El President és triat en el Ple del Tribunal si aquest ha obtingut la confiança de tres cinquenes parts dels membres del Ple. Si aquest no fos el cas, es duria a terme una segona votació entre els dos candidats més votats en la primera votació i, el que obtingués més suports, seria escollit President. Una vegada triat, se li comunicarà l'elecció al Rei d'Espanya que farà efectiu el nomenament com a President. La presa de possessió de càrrec es fa mitjançant un jurament davant el monarca.

### Cessament
D'acord amb el que es disposa en l'article 588 de la Llei Orgànica del Poder Judicial, el President del Tribunal Suprem i del Consell General del Poder Judicial cessarà per les següents causes:
1. Per haver expirat el terme del seu mandat, que s'entendrà esgotat, en tot cas, en la mateixa data en què conclogui el del Consell pel qual hagués estat triat.
2. Per renúncia.
3. Per decisió del Ple del Consell General del Poder Judicial, a causa de notòria incapacitat o incompliment greu dels deures del càrrec, apreciats per tres cinquenes parts dels seus membres.

## Llista de Presidents del Tribunal Suprem i CGPJ
Des de 1812 hi ha hagut nombrosos presidents del Tribunal Suprem, no obstant això, el Consell General del Poder Judicial és relativament més jove.
Aquesta és la llista dels presidents que ha tingut el Consell des de la seva fundació i que alhora eren presidents del suprem:
- Federico Carlos Sainz de Robles y Rodríguez (1980-1985)
- Antonio Hernández Gil (1985-1990)
- Pascual Sala Sánchez (1990-1996)
- Francisco Javier Delgado Barrio (1996-2001)
- Francisco José Hernando Santiago (2001-2008)
- Carlos Dívar Blanco (2008-2012)
- Gonzalo Moliner Tamborero (2012-2013)
- Carlos Lesmes Serrano (2013-2022)[8]
- María Isabel Perelló Doménech (2024- )[9]